# Station Annemasse
Station Annemasse (Frans: Gare d'Annemasse) is een spoorwegstation in de Franse gemeente Annemasse, in Haute-Savoie. Het station werd geopend op 30 augustus 1880.

## Treindiensten
| Serie | Treinsoort                | Route | Bijzonderheden |
| ----- | ------------------------- | --- | -------------- |
| L1    | Léman Express (CFF, SNCF) | Coppet – Genève-Cornavin – Annemasse (– Thonon-les-Bains (– Évian-les-Bains))                               |                |
| L2    | Léman Express (CFF, SNCF) | Coppet – Genève-Cornavin – Annemasse (– La Roche-sur-Foron (– Annecy))                                      |                |
| L3    | Léman Express (CFF, SNCF) | Coppet – Genève-Cornavin – Annemasse (– La Roche-sur-Foron (– Cluses (– Saint-Gervais-les-Bains-Le Fayet))) |                |
| L4    | Léman Express (CFF, SNCF) | Coppet – Genève-Cornavin – Annemasse                                                                        |                |